# Bessay

Bessay este o comună în departamentul Vendée, Franța. În 2009 avea o populație de 413 de locuitori.